# Linnar

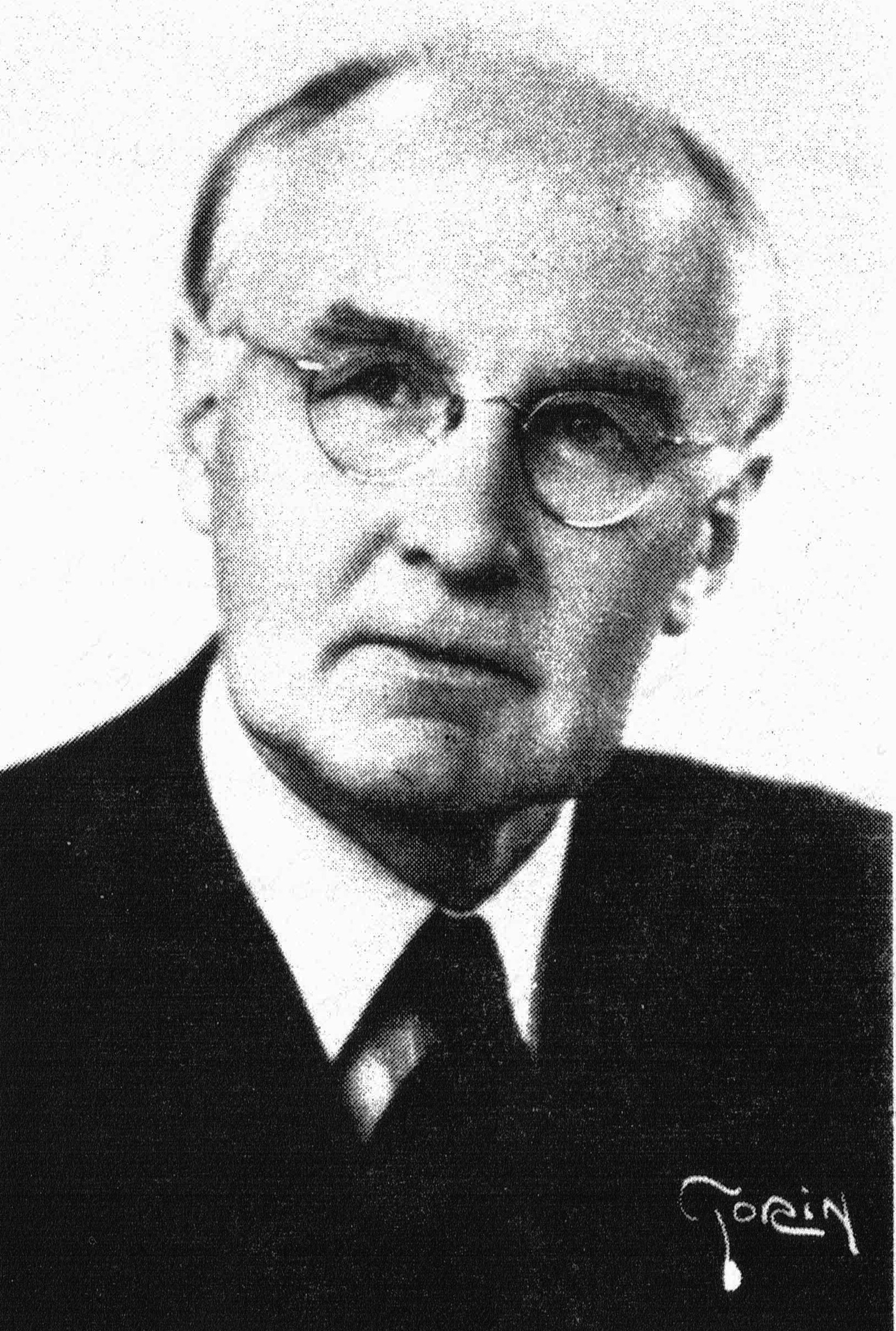
Linnar Linnarsson

Mansnamnet Linnar är en västsvensk kortform av det fornnordiska namnet Lindorm, som i sig är ett nordeuropeiskt mytologiskt väsen i form av en ormlik drake.
Namnformen Linnar är belagt som namn sedan 1500. Den 31 maj 2025 var totalt 86 personer folkbokförda i Sverige med förnamnet Linnar, samt 3 med Linnar som efternamn.

## Personer med namnet Linnar
- Linnar Linnarsson, västsvensk folklivsforskare (1884-1962)
- Linnar Priimägi, estländsk konsthistoriker
- Linnar Viik, estländsk entreprenör och IT-visionär

## Ortnamn som innehåller namnet Linnar
- Linnarhult